# 삼척동맹
삼척동맹(영어: Triple Ships Alliance, 일본어: 三隻同盟)은 TV 애니메이션 《기동전사 건담 SEED》 및 《기동전사 건담 SEED DESTINY》에 등장하는 가공의 세력이다.

## 작품 내의 설정
지구연합군을 이탈한 아크엔젤, 오브 연합 수장국의 잔존 전력인 쿠사나기, 클라인파가 자프트군에서 강탈한 이터널의 3척의 전함으로 구성된다. 삼척동맹이라는 명칭은 《기동전사 건담 SEED》 작품 중에서는 확인할 수 없고, 건프라의 데칼이나 《건담 에이스》에 게재된 텍스트 등에서 이 명칭의 사용을 볼 수 있다. 《기동전사 건담 SEED C.E.73 Δ ASTRAY》에서는 "가희의 기사단"으로 불린다.
이러한 입장으로 정규 루트에 의한 보급을 받을 수 없었기 때문에 마르키오 도사의 주선으로 로우 귤등의 정크길드를 통해 보급을 받았다.
종전 후에 아크엔젤과 쿠사나기는 오브로, 이터널은 클라인파의 지원을 받아 데브리대에 잠복한다. 《기동전사 건담 SEED DESTINY》에서는 "터미널"이라고 불리는 정보 네트워크를 구축하고 있다. 개전과 오브의 연합 가입에 따라 원치 않는 결혼을 하려고 한 카가리를 키라가 프리덤 건담을 타고 결혼식장에 난입해서 끌고 나온다. 이를 계기로 아크 엔젤이 활동을 재개하고, 이터널도 이에 호응하여 우주에서 모빌 슈트 개발에 착수한다. 그러나 길버트 듀랜달 주도의 융화 노선 및 플랜트 성향의 여론에서 삼척동맹은 적대세력으로 여겨졌다. 나중에 아크엔젤이 오브군 제2우주함대로 편입함에 따라 쿠사나기 및 다른 이즈모급으로 구성된 오브군과 합류한다. 그러나 이미 듀랜달에 대해 맹신이나 다름없는 신봉이 퍼진 시점에서 삼척동맹은 로고스의 유산인 레퀴엠의 사용과 데스티니 플랜의 도입에 이의를 제기했으나 오히려 로고스로 취급받게 되었다.

## 같이 보기
- 기동전사 건담 SEED